# Jean-Baptiste Radet
Jean-Baptiste Radet (Digione, 20 gennaio 1752 – Parigi, 17 marzo 1830) è stato un commediografo francese scrittore di vaudeville.

## Biografia
Prima della rivoluzione francese lavorava per la duchessa di Villeroy, come segretario-bibliotecario, in particolare di sinecura che gli permise di assecondare i suoi gusti letterari.
Aveva già rappresentato, con successo, alcuni pezzi al Theatre of the Ambigu-Comique e al Théâtre de la comédie italienne (Opéra-Comique), quando fu fondato il Théâtre du Vaudeville dal suo amico Pierre-Yves Barré. Questi gli fece rappresentare, dal 1792 al 1816, molte belle commedie e parodie, composte da solo o con Barré, Desfontaines-Lavallée, Armand Gouffé e che contribuirono alla fortuna di questo teatro.
Morì a Parigi il 17 marzo 1830.

## Opere
- Dame Jeanne (1783)
- Renaud d'Ast, commedia in due atti in prosa con intermezzo di ariette, in collaborazione con Barré, musica di Nicolas Dalayrac rappresentata il 19 luglio 1787 all'Opéra-Comique (sala Favart)
- La Soirée orageuse, commedia in un atto in prosa con intermezzo di ariette, musica di Nicolas Dalayrac, rappresentata il 29 maggio 1790 all'Opéra-Comique (sala Favart)
- La Chaste Suzanne (1793)
- Gaspard l'avisé
- La Maison en loterie, commedia in un atto, intervallata da distici, libretto di Louis-Benoît Picard, rappresentata l'8 dicembre 1817, al Théâtre royal de l'Odéon